# Nemomydas dominicanus
Nemomydas dominicanus is een vliegensoort uit de familie Mydidae. De wetenschappelijke naam van de soort is voor het eerst geldig gepubliceerd in 2004 door Kondratieff & Perez-Gelabert.
De soort komt voor in de Dominicaanse Republiek.